# Anton von Zach
Pour les articles homonymes, voir Zach.
Anton von Zach, né le 14 juin 1747 à Pest en Hongrie et mort le 22 novembre 1826 à Graz en Autriche, est un officier général autrichien d'origine hongroise qui combattit au service de la monarchie de Habsbourg. Il fit carrière dans les états-majors au cours des guerres de la Révolution française et continua d'exercer des responsabilités pendant les guerres napoléoniennes en participant aux campagnes de 1805 et de 1809. Il n'occupa plus d'emplois opérationnels après cette date.
Zach occupa les fonctions de chef d'état-major de l'armée autrichienne lors des campagnes de 1796, 1799 et 1800. Il joua notamment un rôle important à la bataille de Marengo où il fut fait prisonnier par les Français. Dans le cadre de la guerre contre Napoléon, il fut à nouveau chef d'état-major de l'armée d'Italie en 1805 et commanda une division sur le théâtre italien en 1809. Il fut ensuite employé en tant que commandant de place avant de prendre sa retraite en 1825. Il fut également propriétaire d'un régiment d'infanterie autrichien de 1807 jusqu'à sa mort.

## Biographie

### Du simple cadet au colonel
Anton von Zach naquit le 14 juin 1747 à Pest, Hongrie, du mariage de Joseph Zach (1714-1792) et de Klara Sonntag. Son père était un médecin et physicien responsable de l'hôpital des invalides de Pest, un établissement fondé en 1726 afin d'héberger les vétérans infirmes. En récompense de ses services, il fut anobli par l'impératrice Marie-Thérèse le 8 octobre 1765. Devenu adulte, Anton von Zach se maria avec Anna Freiin von Moltke (1759-1832) à Wiener Neustadt le 29 juin 1779. Leur fille Thérèse épousa par la suite Auguste Milliet de Faverges et de Challes (1780-1854).
Après avoir étudié à l'École impériale d'ingénierie de Vienne, Zach intégra le corps du génie en tant que cadet le 16 juillet 1765. Il fut transféré en 1770 avec le grade d'enseigne au régiment d'infanterie de ligne no 56 Comte Nugent. Sous-lieutenant en 1774, il devint adjudant auprès du général Gabriel Splény et fit partie des troupes qui occupèrent la Bucovine après la cession de ce territoire par l'Empire ottoman en mai 1775. À la suite de sa participation à la guerre de Succession de Bavière en 1778, Zach fut nommé lieutenant (Oberleutnant) dans le corps des pionniers. Il enseigna ensuite comme professeur à l'académie militaire de Wiener-Neustadt et obtint les insignes de capitaine en 1783. De 1788 à 1791, il prit part à la guerre austro-turque, notamment au siège de Belgrade (sr) en 1789 à l'issue duquel il fut promu major. Smith et Kudrna indiquent toutefois que cette promotion remonte à l'année précédente. 
En 1792, il fut affecté avec son grade au régiment d'infanterie no 7 Karl Schröder mais réintégra le corps des pionniers dès l'année suivante. Il fut présent à la bataille de Famars le 23 mai 1793 et au siège de Valenciennes entre mai et juillet de la même année. Il fut fait lieutenant-colonel (Oberstleutnant) à cette date. Il rejoignit l'état-major du général Jean-Pierre de Beaulieu en 1794 et participa à la bataille de Fleurus le 26 juin de cette année. En octobre 1795, il servit lors du blocus de Mayence où il commandait trois compagnies de pionniers. Le 29 octobre, épaulé par les troupes du colonel Johann Knezevich, il réussit à s'emparer d'une redoute défendue par deux pièces d'artillerie, action qui lui valut peu après son élévation au grade de colonel (Oberst).

### Chef d'état-major, 1796-1799

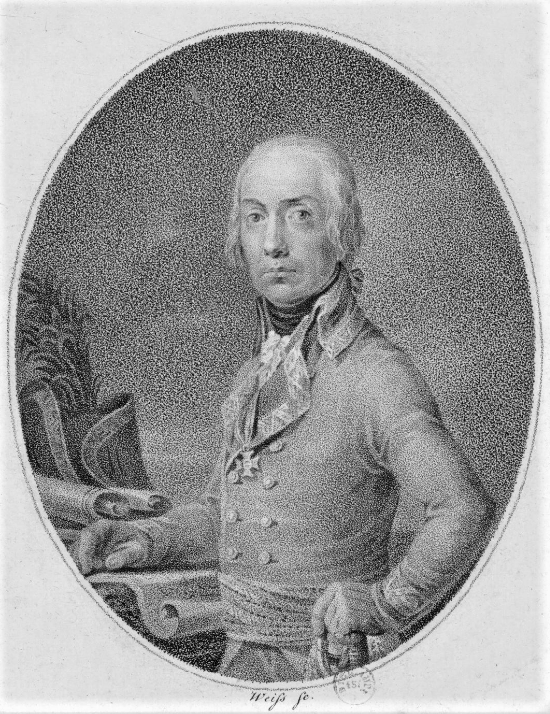
Le général Anton von Zach, arborant la croix de chevalier de l'ordre de Marie-Thérèse.

Il servit en tant que chef de l'état-major du quartier-général (l'équivalent de chef d'état-major) auprès du général Beaulieu à partir du 8 avril 1796 et assista à ce titre aux batailles de Montenotte, de Lodi et de Borghetto. Il fut remplacé au mois de juin par Franz von Lauer lorsque le général Dagobert Sigmund von Wurmser succéda à Beaulieu au commandement de l'armée autrichienne. Il intégra alors l'état-major de Paul Davidovitch avec lequel il fut présent à la bataille de Rovereto le 4 septembre. Ebert écrit pour sa part que Zach demeura à l'état-major de Wurmser et fut inclus avec lui dans la capitulation de Mantoue. 
En 1797, Zach fit partie d'une commission chargée d'analyser les causes de la défaite de l'Autriche. Il nota que les généraux de rang inférieur ne faisaient pas preuve de beaucoup d'initiative en raison du nombre excessif de réglementations et il releva également que les officiers étaient davantage motivés par la paye, les privilèges et les parades que par le souci de rendre leur unité plus efficace au combat. Il constata en outre que les officiers ne manifestaient que peu d'intérêt aux conditions de vie des soldats et que ces derniers n'avaient en retour aucune confiance à l'égard de leurs chefs. Pendant cette brève période de paix, Zach se consacra aussi à l'amélioration des cartes de la Vénétie. 
De janvier 1798 à mars 1799, Zach fut chef d'état-major de l'armée impériale d'Italie. Il occupa de nouveau cette fonction de juillet 1799 à juin 1800. Le travail accompli sous sa direction par l'état-major contribua à la victoire de Magnano le 5 avril 1799 et il fut nommé général-major le 9 juin suivant. Dans une lettre destinée à l'ambassadeur de Russie mais dont le contenu fut porté à la connaissance du gouvernement autrichien, le commandant en chef de l'armée austro-russe, Alexandre Souvorov, décrivait Zach comme « compétent, discret et professionnel, mais grand pourvoyeur d’Unterkunft [questions logistiques] à l'instant précis où je me prépare à entrer dans le feu de l'action ». Même si Souvorov utilisait le terme Unterkunft dans un sens péjoratif, Zach fut plus amusé qu'agacé à la lecture de cette lettre. 
Par la suite, il combattit avec distinction à la bataille de Novi le 15 août et il se vit décerner par l'empereur la croix de chevalier de l'ordre militaire de Marie-Thérèse le 13 octobre 1799. Il fut encore présent à la bataille de Genola le 4 novembre, qui s'acheva par la victoire des forces autrichiennes sur l'armée française du général Championnet. Selon l'historien James R. Arnold, Zach était un mathématicien de talent mais davantage à son aise dans le domaine du génie militaire que dans le rôle de commandant sur un champ de bataille. Ebert remarque qu'en dépit de son expertise reconnue en matière d'artillerie et de fortifications, il était desservi par ses origines bourgeoises qui lui attiraient l'hostilité de bon nombre d'officiers supérieurs, pour la plupart issus de la noblesse.

### Bataille de Marengo
À la bataille de Marengo le 14 juin 1800, Zach était le chef d'état-major du général Michael von Melas, commandant en chef de l'armée autrichienne. Alors que la victoire semblait assurée en fin d'après-midi, Melas, qui avait eu deux chevaux tués sous lui et subi une sévère contusion au bras gauche, quitta le champ de bataille en laissant au général Konrad Valentin von Kaim le soin de poursuivre l'armée française de Napoléon Bonaparte, qu'il croyait battue. Plutôt que de rester auprès de Kaim, Zach s'empressa de rejoindre les unités situées en première ligne. L'historien David G. Chandler affirme que Melas délégua la poursuite à Zach et ne fait pas mention de Kaim. 

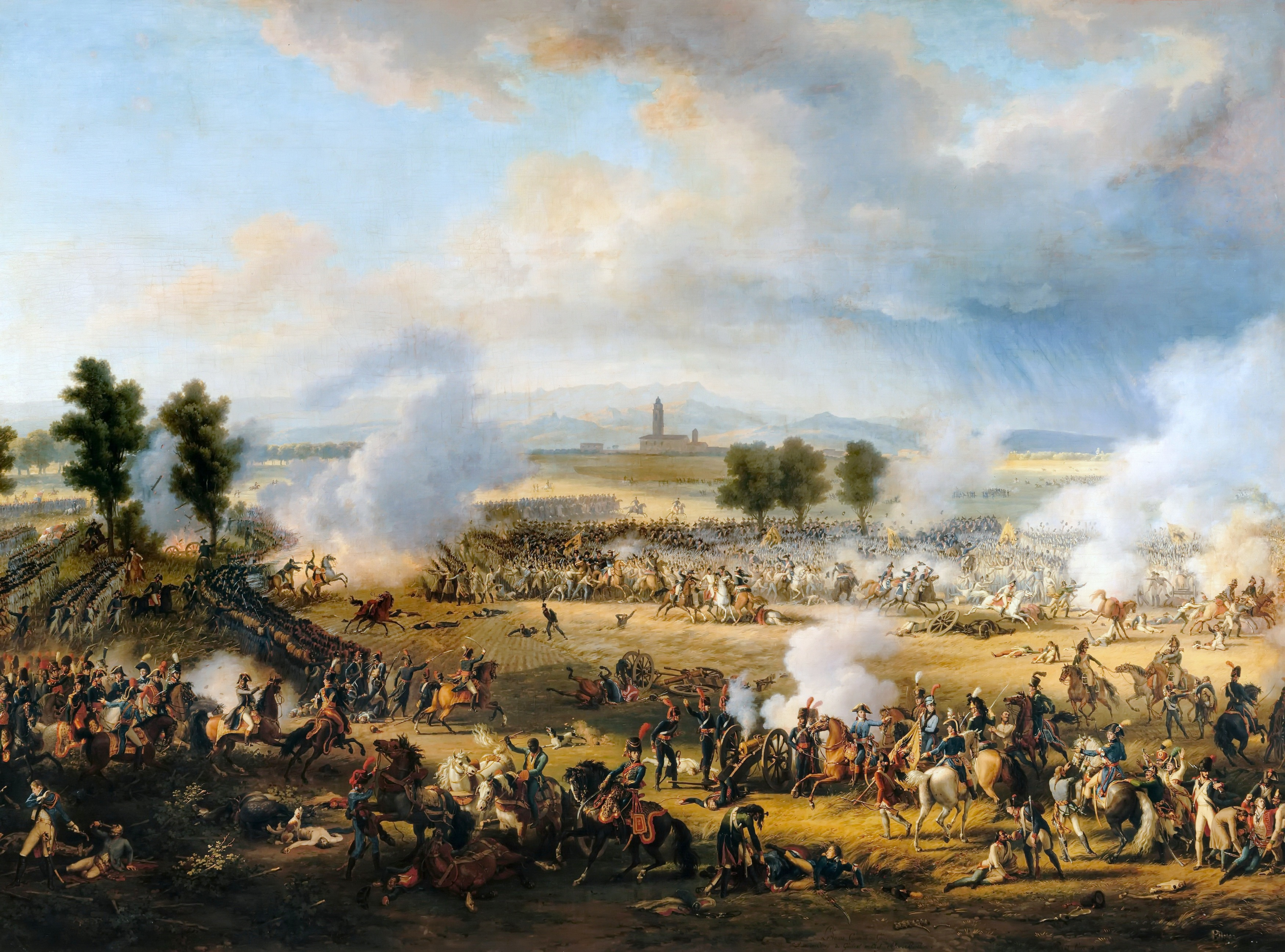
Représentation de la bataille de Marengo par le peintre Louis-François Lejeune, montrant les attaques respectives de Desaix et de Kellermann. Au centre du tableau, le général Zach est fait prisonnier par des cavaliers français.

La progression autrichienne fut stoppée par la division française de Boudet, qui venait d'arriver sur le terrain avec le reste des troupes de renfort du général Louis Desaix. Ce dernier enfonça le régiment d'infanterie no 11 Michael Wallis qui se replia sous la protection d'une brigade de grenadiers. Alors que ces soldats d'élite reprenaient leur avance, Desaix attaqua à nouveau, avec cette fois le soutien de l'artillerie du colonel Marmont. À cet instant précis, un caisson d'artillerie autrichien explosa tandis que la grosse cavalerie du général Kellermann culbuta l'aile gauche de la formation impériale. Ces deux événements successifs eurent raison des trois bataillons de grenadiers autrichiens qui abandonnèrent de nombreux prisonniers aux mains des Français. Au milieu de cette débâcle, Zach fut saisi à la gorge par le soldat Riche du 2e régiment de cavalerie auquel il se rendit.
La cavalerie française se jeta ensuite sur le régiment Michael Wallis, déjà ébranlé par la première attaque, et le refoula en désordre sur les formations en queue de colonne, y semant la confusion. Dans le même temps, le régiment de cavalerie autrichien qui aurait dû s'opposer à la charge de Kellermann se débanda, ce en quoi il fut imité par d'autres unités à cheval. Kaim et ses officiers ne purent empêcher la déroute de leurs hommes. Après la déconfiture du centre autrichien, une deuxième brigade de grenadiers et quelques détachements de cavalerie restés intacts couvrirent la retraite de l'armée. Les généraux Andreas O'Reilly von Ballinlough (en) et Peter-Carl Ott, commandant respectivement les colonnes de droite et de gauche, parvinrent quant à eux à reculer en bon ordre et au prix de pertes minimes.
Le soir même, Napoléon proposa une trêve temporaire à Zach qui fut autorisé à regagner les lignes autrichiennes afin de transmettre cette proposition à son supérieur. Melas, accablé, donna son accord. Napoléon exploita pleinement le découragement de son adversaire lors des négociations qui suivirent et dans lesquelles Zach ne joua qu'un rôle secondaire. Les pourparlers débouchèrent sur la convention d'Alexandrie qui autorisait l'armée autrichienne à se replier derrière le Mincio en échange de l'évacuation du Piémont et de la Lombardie. Un officier autrichien nota que Zach aurait rendu de bien meilleurs services à l'Empire en enseignant à l'académie militaire plutôt qu'en dirigeant l'avant-garde à Marengo. Après Marengo, Melas était furieux contre Zach. Lorsqu'il introduisit ce dernier à son successeur, le comte Heinrich Johann de Bellegarde, Melas lui confia : « vous voyez ce petit homme, il a une âme aussi noire que son visage ». Bellegarde n'en employa pas moins Zach en tant que chef d'état-major de septembre 1800 à mars 1801, y compris lors de la bataille de Pozzolo. Zach reçut par ailleurs le titre de Freiherr (baron) le 4 février 1801.

### Sous les guerres napoléoniennes
Zach fut élevé au grade de feld-maréchal-lieutenant le 1er septembre 1805. La même année, il servit comme chef d'état-major de l'armée d'Italie commandée par l'archiduc Charles. Cette armée combattit vaillamment à la bataille de Caldiero du 29 au 31 octobre, dans ce qui fut la plus belle performance militaire de l'Autriche pendant la guerre de la Troisième Coalition. Après la guerre, Charles renvoya Zach au motif qu'il était trop âgé pour continuer à servir comme chef d'état-major. Fait gouverneur de Trente en 1806, Zach devint propriétaire du régiment d'infanterie no 15 le 23 septembre 1807 et conserva cette fonction jusqu'à la fin de sa vie. 

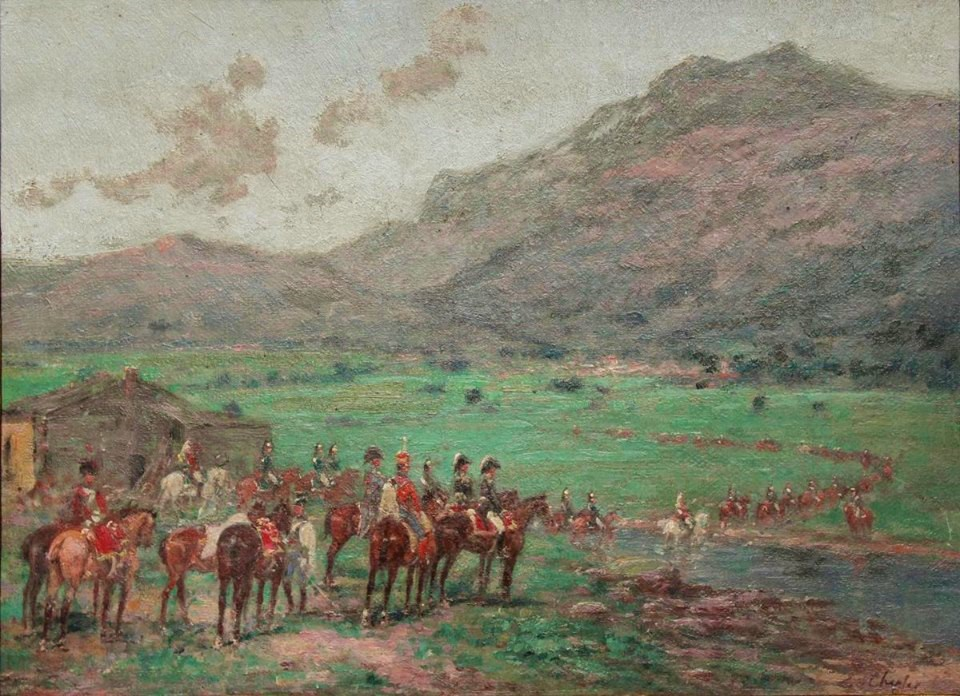
L'armée française franchissant le Piave en 1809.

Au commencement de la guerre de la Cinquième Coalition, une armée autrichienne sous les ordres de l'archiduc Jean envahit l'Italie. Surpris par le déclenchement soudain des opérations, le commandant français Eugène de Beauharnais laissa des garnisons à Osoppo et Palmanova et se replia sur Sacile. Le prince Eugène attaqua imprudemment les troupes de l'archiduc et fut défait à la bataille de Sacile le 16 avril 1809. Le général français se replia alors sur Vérone. Pendant ce temps, le commandant en chef de l'armée autrichienne détacha une brigade sous les ordres de Zach pour assiéger la forteresse de Palmanova. Après la retraite de l'archiduc et la bataille de la Piave le 8 mai, la brigade de Johann Kalnássy fut séparée du gros des troupes. Zach rejoignit Kalnássy et les deux généraux autrichiens franchirent ensemble le fleuve Isonzo le 13 mai 1809 pour pénétrer ensuite en Carniole.
De son côté, Eugène ordonna au général Étienne Macdonald de s'emparer de Ljubljana, ce qui fut fait le 23 mai après la chute du fort de Prawald le 20. Zach et Kalnássy n'étaient pas assez forts pour affronter le corps de Macdonald et celui-ci mit la main sur 7 000 mousquets, 71 pièces d'artillerie et une grande quantité de vivres et de munitions. Un ordre de bataille en date du 15 mai mentionne Zach au commandement d'une division du IXe corps d'armée d'Ignácz Gyulay, stationné à Kranj. Il avait à ce moment sous ses ordres les brigades de Kalnássy, Alois von Gavasini,  Ignaz Splényi et Joseph Munkácsy. Le corps de Gyulay fut engagé ultérieurement au combat de Gratz du 24 au 26 juin. 
Zach fut décoré de l'ordre impérial de Léopold en 1809. Après cette date, il ne fut plus jamais employé sur un champ de bataille. Il fut d'abord commandant en second de la forteresse d'Olomouc de 1810 à 1812, puis commandant de la forteresse en novembre 1812 et gouverneur de la ville en 1815. Alors qu'il était toujours gouverneur, Zach prit officiellement sa retraite au début de l'année 1825 et fut promu au grade de Feldzeugmeister le 15 mai suivant. Il mourut à Graz le 22 novembre 1826.

## Famille
La fille de Zach, Maria Angelika Wilhelmine (1784-1855) se maria en 1802 avec le lieutenant-colonel Franz Xaver Richter von Binnenthal (1759–1840). Zach s'était installé avec sa famille à Padoue à l'époque où lui et Richter étaient chargés de cartographier la Vénétie. Ce fut dans cette ville que Richter fit la connaissance de Maria à cette époque et qu'il l'épousa. Tout comme son beau-père, Richter fit carrière dans les états-majors et atteignit le grade de général puis celui de Feldzeugmeister en 1836. Il rédigea par la suite une autobiographie retraçant son parcours au sein de l'armée impériale.
À la même période, en 1801 ou 1802, sa deuxième fille Josepha, né le 11 juin 1787 à Wiener Neustadt et morte le 18 octobre 1857 à Graz, se maria avec le capitaine Ignaz von Reinisch, né à Žatec le 9 juin 1768 et mort à Wiener Neustadt le 23 septembre 1843. Reinisch, après avoir été décoré de l'ordre de Marie-Thérèse et récompensé par le titre de baron, devint feld-maréchal-lieutenant et fut nommé directeur de l'académie militaire thérésienne à Wiener Neustadt.